# Ferreira de Castro
José Maria Ferreira de Castro (Ossela, Oliveira de Azeméis, 24 de mayo de 1898 — Oporto, 29 de junio de 1974) fue un escritor y periodista portugués. Desarrolló una larga carrera periodística, y consideraba su obra de ficción una prolongación de sus reportajes documentales; en este sentido, se le considera uno de los padres de la narrativa social-realista (o neorrealista) portuguesa contemporánea, precursor de la literatura de compromiso social sobre las clases rurales y trabajadoras que más tarde estableció Alves Redol, y más de una vez candidato al Premio Nobel de Literatura.
Ferreira de Castro formó parte del grupo de destacados intelectuales públicos opositores al régimen autoritario del Estado Novo; a pesar de su participación en casi todas las acciones pacíficas dirigidas contra el régimen, su reconocimiento nacional e internacional como novelista consagrado hizo que nunca fuera víctima de una represión excesivamente violenta, como la cárcel, la tortura o la pérdida de derechos políticos.

## Biografía
Ferreira nació en Ossela, freguesia portuguesa del concelho de Oliveira de Azeméis, hijo de Maria Rosa Soares de Castro y José Eustáquio Ferreira de Castro. Perdió a su padre a los 8 años y decidió, a los 12, emigrar con la intención de sustentar a su familia.
El 7 de enero de 1911 se embarcó en el vapor Jerôme con destino a Belém, capital del estado brasileño de Pará. Allí publicaría su primera novela, Criminoso por Ambição, en 1916.
Durante cuatro años viviría en la plantación de caucho de Paraíso, una localidad brasileña cercana al Río Madeira. Después de su paso por esta localidad deambuló por Brasil, viviendo en precarias condiciones y desempeñando numerosos y diferentes trabajos. 
Nueve años más tarde, en 1919, volvió a Portugal, no hizo estudios superiores y fue redactor del periódico "O Século" y director luego de "O Diabo". Su aprendizaje en una plantación de caucho, casi como esclavo, su experiencia con los menesterosos, le singularizaba entre los escritores lusos.
Sus vivencias como emigrante marcarían toda su obra, tanto como escritor como periodista, terreno en el que se había fogueado, y en el cual publicó folletines. Destaca desde luego, Emigrantes, de 1928, donde entran paisajes y tipos inéditos en Portugal (así el proletariado), pero también La selva, Tierra fría, La lana y la nieve, ésta de 1947, mucho más podada, y A Curva na Estrada (1950), novela mucho más interiorizada. Nada tiene que ver ya con Camilo o con Eça; por otro lado, su formación no universitaria y ajena al mundo intelectual le distingue.
Al final de su vida, dejó de conversar al quedarse sordo, pero se recuerda aún su arte personal del monólogo. Fue sobre todo un gran narrador y un verdadero ilustrado. Se trata de uno de los autores cuya producción ha sido más traducida (en castellano sólo hay vertidas seis de sus obras), siendo sus escritos,por su estilo directo inicial, precursores del Neorrealismo, portugués que se extendería en Portugal, en paralelo con Italia, España o los EE. UU. Algunas de sus publicaciones, como A Selva, han sido adaptadas al cine.
Sufrió un derrame cerebral y murió el 29 de junio de 1974, poco después de la Revolución de los Claveles, que acogió con entusiasmo, habiendo marchado en las históricas primeras manifestaciones del Día Internacional de los Trabajadores la semana que siguió a la revolución.  Sus restos fueron enterrados, siguiendo sus expresos deseos, en la Sierra de Sintra, junto a un sinuoso camino que sube al Castillo de los Moros.

## Obras
- Criminoso por Ambição (1916)
- Alma Lusitana (1916)
- Rugas Sociais (1917-18)
- Mas ... (1921), ensayos
- Carne Faminta (1922)
- O Êxito Fácil (1923)
- Sangue Negro (1923)
- A Boca da Esfinge (1924)
- A Metamorfose (1924)
- A Morte Redimida (1925)
- Sendas de Lirismo e de Amor (1925)
- A Epopeia do Trabalho (1926)
- A Peregrina do Mundo Novo (1926)
- O Drama da Sombra (1926)
- A Casa dos Móveis Dourados (1926)
- O voo nas Trevas (1927)
- Emigrantes (1928). >> Emigrantes (en Novelas escogidas, Aguilar, 1959).
- A Selva (1930). >> La selva (en Novelas escogidas, Aguilar, 1959).
- Eternidade (1933). >> Eternidad (en Novelas escogidas, Aguilar, 1959).
- Terra Fria (1934). >> Tierra fría (en Novelas escogidas, Aguilar, 1959).
- Sim, uma Dúvida Basta (1936), publicado en 1994.
- O Intervalo (1936). publicado en 1974
- Pequenos Mundos, Velhas Civilizações (1937)
- A Volta ao Mundo (1940 e 1944)
- A Tempestade (1940)
- A Lã e a Neve (1947). >> La lana y la nieve (en Novelas escogidas, Aguilar, 1959).
- A Curva na Estrada (1950)
- A Missão (1954). >> La misión (en Novelas escogidas, Aguilar, 1959).
- As Maravilhas Artísticas do Mundo (Vol I) (1959
- As Maravilhas Artísticas do Mundo (Vol II) 1963)
- O Instinto Supremo (1968)
- Os Fragmentos (1974)